# Bernardo de Palacios
Bernardo de Palacios fue un cronista español de principios del siglo XVIII, nacido en Burgos.
Ingresó muy joven en la orden de la Merced, de la que fue presentado y escribió una Historia de la ciudad de Burgos, de sus familias y de su santa iglesia.